# هدنسفورد
longitudeهدنسفوردlatitudeهدنسفوردtown_councilهدنسفورد

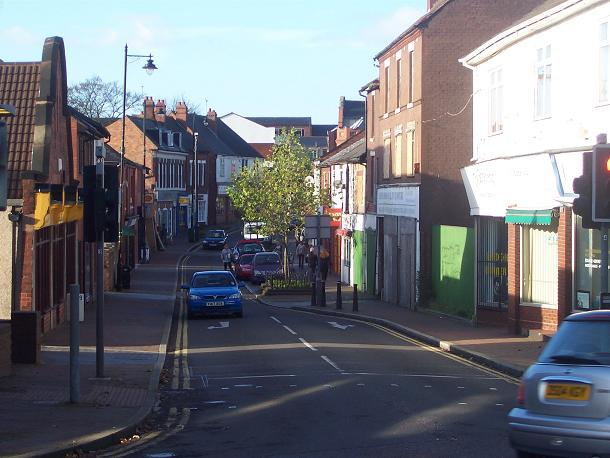
نمایی از «هدنسفورد» یک شهرک در بریتانیا

هدنسفورد (به انگلیسی: Hednesford) یک شهرک در بریتانیا است که در انگلستان واقع شده‌است.

## خصوصیات
هدنسفورد ۱۷٬۳۴۳ نفر جمعیت دارد.